# 藏东臭草
藏东臭草（学名：[Melica schuetzeana] 错误：{{Lang}}：文本有斜体标记（帮助））为禾本科臭草属下的一个种。

## 扩展阅读
維基物種上的相關：藏东臭草